# Сев пурі
Сев пурі — відома індійська закуска типу чаату, яка є ідеальною сумішшю спецій, солодких смаків та хрусткого пападі. Ця страва походить з Пуни, штат Махараштра, Індія. У Пуні та Мумбаї сев-пурі популярна вулична їжа, але його також подають у висококласних місцях. Нещодавно супермаркети почали продавати готові до вживання пакети сев-пурі та подібні закуски, такі як бгел пурі.

## Підготовка
Фіксованого рецепта сев пуру не існує. Він, по суті, виготовляється з хрусткого папді (плоский пурі), який начиняють картоплею, нарізаною кубиками, цибулею, нутом, та різними видами чатні. Деякі чатні включають кисло-солодкий тамаринд, гостру м'яту, часник та чилі. Потім заповнені пуріси заливають севом. Приправляється різними спеціями та ароматизаторами, такими як сире манго, імбир, гвоздика, аніс, кмин, та чаат-масала.

## Варіації
Сев пурі готують з різними начинками та гарніруючими інгредієнтами. Є такі популярні варіації: масала сев пурі, дахі сев пурі, кукурудза масала пурі, батата дахі сев пурі (сев пурі з дахі та картоплею) та палак сев пурі (сев пурі зі шпинатом). У деяких рецептах додають інші чатні та панір.